# Palazzo Alicorni
Palazzo Alicorni è un edificio rinascimentale ricostruito a Roma, importante per ragioni storiche e architettoniche. Il palazzo, in origine posto a pochi metri di distanza dal Colonnato del Bernini in Piazza San Pietro fu interamente restaurato nel 1928, solo per essere demolito nel 1931 in seguito al processo di definizione dei confini dello Stato della Città del Vaticano, costituito nel 1929. Esso fu ricostruito diversi anni dopo alcune centinaia di metri più a est, durante i lavori per la costruzione di Via della Conciliazione.

## Ubicazione
Il palazzo si trova a Roma, nel rione Borgo, in Borgo Santo Spirito 78, la sua facciata principale quasi di fronte al Palazzo del Commendatore, che fa parte del complesso dell'Ospedale di Santo Spirito in Saxia. A ovest, la breve via Scossacavalli separa Palazzo Alicorni dal Palazzo dei Penitenzieri, un notevole edificio rinascimentale. A est, l'edificio confina con la breve via dell'Ospedale, il cui nome ricorda il distrutto ospedale di San Carlo.

## Storia

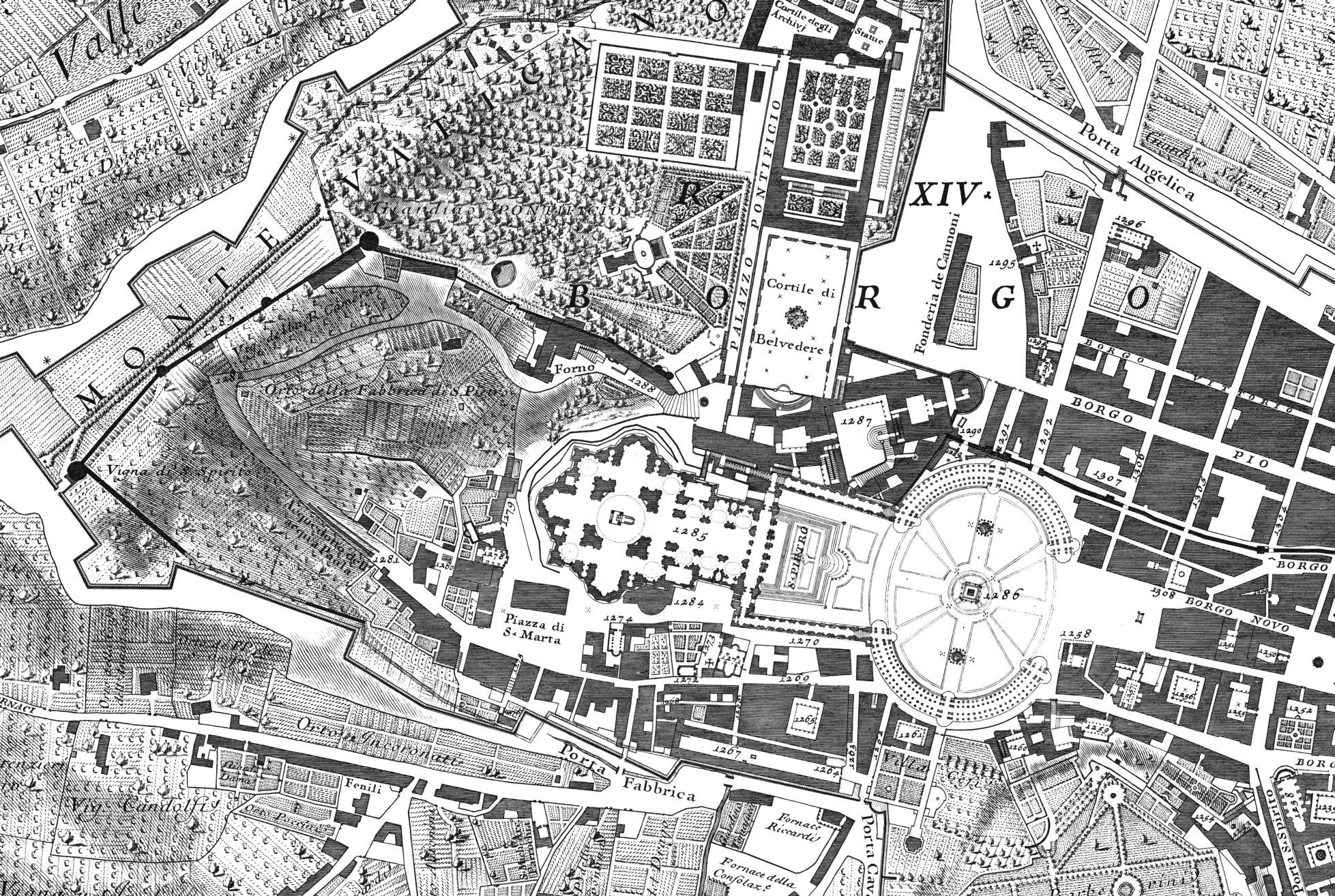
Posizione originale di palazzo Alicorni (n. 1258), di fronte al Colonnato meridionale di San Pietro, dalla Nuova Topografia di Roma di Giambattista Nolli (1748)

Gli Alicorni, una famiglia albanese, erano fuggiti dalla loro patria durante il regno di Papa Pio II (r. 1458-1464), a causa dell'avanzata ottomana nel loro paese. Esponenti della famiglia si stabilirono prima a Milano, poi a Pavia, Forlì e, infine, a Roma. Alcuni salirono ad alto rango, in parte grazie a diversi matrimoni con famiglie nobili italiane: tra di loro c'erano i Trivulzio e i Pusterla di Milano, e i Capranica di Roma. Messer Traiano (scritto anche Trajano) Alicorni, Conservatore (uno dei tre consiglieri) della città e primo cameriere del papa, fece erigere il suo palazzo in Borgo all'inizio del XVI secolo. Il palazzo aveva in origine la facciata principale lungo la strada di Borgo Vecchio. Due pensioni, denominati rispettivamente Locanda del Leopardo e Locanda dell'Inferno, dovettero essere demolite per far posto al nuovo edificio.
Trajano Alicorni lasciò due figli, Giovanni Battista e Fabio, che furono entrambi nominati cavalieri dal Papa. Il 3 luglio 1584, Giovanni Battista vendette il palazzo al cardinale francese Matteo Contarelli, Datario di papa Gregorio XIII (r. 1572-85). Alcuni mesi dopo il prelato morì, lasciando il palazzo a suo nipote Francesco Cointrel. L'edificio fu poi di nuovo venduto, e i nuovi proprietari trascurarono l'edificio, che cadde in rovina. Nel 1667, l'erezione del Colonnato di piazza San Pietro da parte di Gian Lorenzo Bernini rese necessario abbattere l'ultimo blocco di case ("isola") davanti alla nuova piazza: questa era chiamata "isola del Priorato", dal momento che uno degli edifici ospitava il Priorato dei Cavalieri di Rodi. Dopo l'erezione della nuova piazza, il palazzo venne a trovarsi in una posizione incongrua, essendo a brevissima distanza dal Colonnato meridionale e isolato su tre lati, con Piazza Rusticucci (il nuovo vestibolo di piazza San Pietro, creato attraverso la demolizione dell'isolato) a nord, via del Sant'Uffizio a ovest, ed il corto e tortuoso vicolo chiamato "Vicolo di messer Traiano" (da Traiano Alicorni) a est.
Fino al 1850, il palazzo fu sede della "Guardia Civica" Romana, in quell'anno fusa con un'altra milizia per formare la Guardia Palatina, e a causa di ciò fu chiamato "Palazzo della Gran Guardia". Nel 1860, altri edifici furono costruiti vicino al palazzo, incorporando il vicolo posteriore e soffocando l'edificio. Il piano regolatore generale di Roma del 1882 prevedeva la demolizione del Palazzo Alicorni. Al contrario, nel 1888 il comune di Roma lo acquistò, destinandolo a scuola elementare. Nel 1928 il Governatorato di Roma chiese all'architetto Adolfo Pernier di restaurare l'edificio, che per l'anno santo del 1925 era stato dipinto in giallo.
L'architetto dopo un rilievo accurato restaurò il palazzo riportandolo alla sua condizione originaria del primo cinquecento, eliminando tutte le aggiunte successive, compreso il balcone lungo via del Sant'Uffizio. Ma solo tre anni più tardi, dopo la firma dei Patti Lateranensi, l'edificio dovette essere demolito a seguito della definizione del confine tra l'Italia e lo Stato di nuova costituzione della Città del Vaticano. Palazzo Alicorni fu ricostruito nel 1938 dagli architetti Attilio Spaccarelli e Marcello Piacentini (i progettisti di Via della Conciliazione) lungo Borgo Santo Spirito, quasi di fronte al palazzo del Commendatore, parte del complesso dell'ospedale di Santo Spirito in Sassia.
Dopo la fine della seconda guerra mondiale il palazzo ospitò la sede della "Confcooperative" l'unione delle cooperative cattoliche italiane, poi diventò per molti anni un albergo, l' "Hotel Pensione Alicorni". A partire da 2015 l'edificio ospita l'UCID, acronimo di "Unione Cristiana Imprenditori Dirigenti", un'associazione di imprenditori cattolici.

## Descrizione

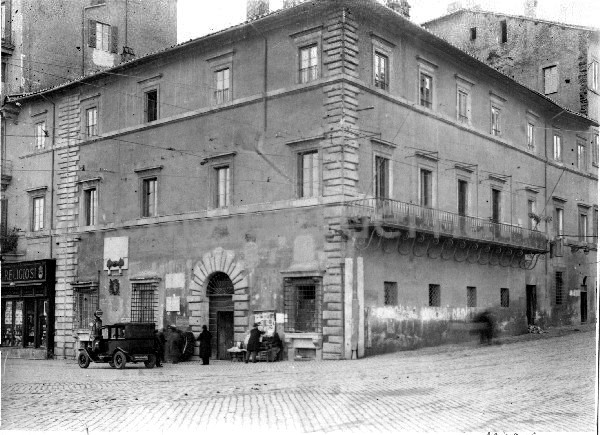
Palazzo Alicorni nella sua posizione originaria prima del restauro del 1928, in una fotografia presa da nordest (Piazza Rusticucci, ora Piazza Pio XII)

L'edificio originale è documentato attraverso immagini scattate nel 1927, che mostrano il suo stato prima del restauro del Pernier. Esse furono prese dall'"Istituto Luce", l'ente di propaganda fondato da Mussolini. L'edificio aveva tre piani divisi da cornici marcapiano, e una facciata principale, prima lungo Borgo Vecchio, dopo il 1667 lungo Piazza Rusticucci, con cinque finestre, un cortile e un portale bugnato. La facciata era caratterizzata da fasce angolari rinforzate da un potente bugnato. Le finestre al piano terra poggiavano su mensoloni e portavano un coronamento, con uno stile simile a quelle al piano terreno del Palazzo Massimo di Pirro nel Rione Parione, costruito negli stessi anni.
Il cortile aveva una pianta quadrata a ordini sovrapposti, ed era ispirato all'impluvium di una casa romana. Il primo ordine era costituito da due portici ad arco con colonne doriche, e il secondo e il terzo era costituito da due gallerie aperte sormontate da un architrave. Questo era sorretto da colonne ioniche, ed era adornato con lo stemma degli Alicorni (un unicorno d'argento con un corno d'oro in campo verde), scolpito sui pilastrini della balaustra del primo piano ("piano nobile"), e sulle paraste corinzie al secondo piano.
Nel suo restauro del 1928 Adolfo Pernier ripristinò tutti questi elementi, che sono stati mantenuti anche nella ricostruzione dell'edificio lungo Borgo Santo Spirito. Anche le cornici delle porte sul cortile e delle finestre furono di nuovo messe in opera, ma sia il fregio dorico in stile cinquecentesco delle camere, a grottesche inframmezzate da paesaggi, appartenente alla scuola di Taddeo e Federico Zuccari, che il soffitto ligneo della sala ducale sono andati perduti. Nella ricostruzione del 1938 andarono persi anche altri elementi i quali conferivano al palazzo un originale effetto "belligero", come le grate che proteggevano le finestre del piano terra, le feritoie (un tempo visibili da vicolo di messer Traiano) le quali davano luce a due scale segrete in peperino, e le torri di vedetta sopra il tetto. Secondo il Pernier, tutti questi elementi facevano ipotizzare un architetto militare come progettista di questo palazzo.
Questo, dopo l'analisi stilistica dell'edificio, è stato identificato con Giovanni Mangone, architetto lombardo nato a Caravaggio e attivo a Roma nella prima metà del XVI secolo, la cui unica opera di sicura attribuzione in questa città è il Palazzo di Angelo Massimo (noto anche come Palazzo Massimo di Pirro), nei pressi di Piazza Navona.